# Esmée van Kampen
Esmée van Kampen  (Capelle aan den IJssel, 30 november 1987) is een Nederlandse zangeres en actrice.

## Biografie
Esmée van Kampen startte op zesjarige leeftijd bij de Jeugdtheaterschool in Gouda, studeerde aan de Frank Sanders Akademie voor musicaltheater en bemachtigde in haar derde leerjaar de hoofdrol van Tracy Turnblad in de musical Hairspray. Ze was de jongste musicalhoofdrolspeler ooit van Nederland.
Bij het grote publiek werd ze vanaf 2010 bekend door haar rol in de reclamespotjes van de supermarkt PLUS. Daarna kreeg ze vaste rollen in Komt een man bij de dokter en de RTL 4-serie Familie Kruys, waarin ze de stiefdochter van het personage van Linda de Mol speelt. In de telefilm Lieve Céline vertolkte van Kampen in de hoofdrol een zwakbegaafd meisje, Brooke Heinke. Ze speelde in de televisieserie Tessa naast Thekla Reuten.
Van Kampen is tevens zangeres en visagiste
In juni 2022 werd bekend dat ze tijdelijk stopte met acteren, om edelsmederij te studeren. In 2024 keerde Van Kampen terug als actrice in de films Mr. K en Opa Cor.

## Filmografie

### Films
| Jaar | Productie                                  | Rol            | Productiebedrijf                                                                                   |
| ---- | ------------------------------------------ | -------------- | -------------------------------------------------------------------------------------------------- |
| 2024 | Opa Cor                                    | moeder van Jim | Sodeknetters Filmproducties                                                                        |
| 2024 | Mr. K                                      | Melinda        | Lemming FIlm & A Privat View productions                                                           |
| 2020 | Hemelrijken                                | Samantha       | Family Affair Films                                                                                |
| 2018 | Gek van Oranje                             | Janice         | Gemma Derksen, Arnold Heslenfeld, Robert Kieviet, Judy Maat, Laurette Schillings, Frans van Gestel |
| 2017 | Alles voor Elkaar                          | Lina           | PV Pictures                                                                                        |
| 2016 | De zevende hemel                           | Martha         | Kaap Holland B.V.                                                                                  |
| 2016 | Rokjesdag                                  | Vriendin       | Johan Nijenhuis en co                                                                              |
| 2016 | De Prinses op de Erwt: Een Modern Sprookje | Karin Akkerman | Talpa                                                                                              |
| 2012 | Lieve Céline                               | Brooke Heinke  | NL Film                                                                                            |
| 2010 | Loft                                       | Anja           | Independent Films, Woestijnvis, Pupkin Film, BNN                                                   |

### Televisie
| Jaar            | Productie                            | Rol                     | Producent                 |
| --------------- | ------------------------------------ | ----------------------- | ------------------------- |
| 2024            | DNA Singers                          | Zichzelf, deelneemster  | Blue Circle, RTL 4        |
| 2024            | Deze Week in de Reclame              | Zichzelf, deelneemster  | PowNed                    |
| 2023            | De Alleskunner                       | Presentatrice           | Fabiola SBS6              |
| 2022–2023       | Secret Duets                         | Zichzelf, panellid      | RTL 4                     |
| 2022            | Oh, wat een jaar!                    | Zichzelf, deelneemster  | Talpa, RTL 4              |
| 2022            | De Verraders                         | Zichzelf, getrouwe      | IDTV, RTL 4               |
| 2022            | De gevaarlijkste wegen van de wereld | Zichzelf, deelneemster  | PowNed                    |
| 2022            | Zapp Detective                       | Schoonmaakster          | KRO-NCRV                  |
| 2022            | Het Herriehofje                      | Katja                   | LemmingFIlm               |
| 2021            | Zina                                 | Collega Amal            | KRO-NCRV                  |
| 2021            | Scrooge Live                         | Frederique Holywell     | Omroep MAX                |
| 2019            | De regels van Floor                  | kapster                 | VPRO                      |
| 2019            | Dit zijn wij                         | Katja Peters            | NL-film                   |
| 2015–2019       | Familie Kruys                        | Dewi Smit               | Talpa Fictie              |
| 2011–2019       | Komt een man bij de dokter           | Esther Kramer e.a.      | Talpa                     |
| 2016, 2018–2019 | De TV Kantine                        | Verschillende rollen    | Herrie in de Bos          |
| 2018            | Een goed stel hersens                | Zichzelf, deelneemster  | Blue Circle, RTL 4        |
| 2017            | Kroongetuige                         | de Kroongetuige         | Strix                     |
| 2017            | Mees Kees                            | Bazin                   | PVProductions             |
| 2016            | Caps Club                            | Saskia van Doorn        | Lucille Werner Foundation |
| 2015            | Tessa                                | Hanneke van Lier        | Eyeworks                  |
| 2015            | Sinterklaas op weg naar pakjesavond  | Kaatje                  | Nickelodeon               |
| 2014            | Divorce                              | Verkoopster drogisterij | Talpa                     |

### Theater
| Jaar      | Productie                                        | Rol                   |
| --------- | ------------------------------------------------ | --------------------- |
| 2019      | The Christmas Show: Doornroosje en de Kerstprins | Fee Formidabel        |
| 2018      | The Christmas Show: Assepoester en het Kerstbal  | Stiefzuster Azalea    |
| 2017–2018 | Niet Schieten!                                   | Zichzelf              |
| 2013–2014 | Sister Act                                       | Zuster Maria Patricia |
| 2011      | Purper                                           | Zichzelf              |
| 2009–2010 | Hairspray                                        | Tracy Turnblad        |

### Stemacteur
| Jaar | Programma          | Productie   | Rol           |
| ---- | ------------------ | ----------- | ------------- |
| 2012 | Level Up The Movie | Nickelodeon | Angie Prietto |
| 2011 | Level Up           | Nickelodeon | Angie Prietto |

## Nominaties
| Jaar | Prijs                         | Categorie          | Productie             |
| ---- | ----------------------------- | ------------------ | --------------------- |
| 2016 | Zilveren Televizierster       | Beste TV Actrice   | Tessa & Familie Kruys |
| 2010 | John Kraaijkamp Musical Award | Aanstormend Talent | Hairspray             |

Willem Nijholt (1980, 1981) · Leoni Jansen (1982) · Willem Ruis (1983, 1984) · Edwin Rutten (1985, 1986) · Ati Dijckmeester (1985, 1986) · Ron Brandsteder (1987) · Simone Kleinsma (1987) · Sonja Barend (1988) · Herman van Veen (1990) · Youp van 't Hek (1991) · Sylvia Millecam (1992) · Erik van Muiswinkel (1992) · Henk Westbroek (1992) · Coen Flink (1993) · Frank Groothof (1994) · Willem Ekkel (1994) · Peter Tuinman (1994) · Harry van Rijthoven (1994) · Carola Hamer (1994) · Paul de Leeuw (1995, 1996) · Menno Bentveld (1997) · Joep Onderdelinden (1998, 2020) · Marcel Faber (1998) · Aldith Hunkar (1999) · Marscha de Haan (2000) · Neel Brands (2000) · Maud Hawinkels (2001) · Klaas van der Eerden (2002, 2003, 2004) · Claudia de Breij (2004, 2005, 2009, 2012) · Jochem Myjer (2006) · Isolde Hallensleben (2007) · Jack van Gelder (2008) · Ali B (2008) · Frank Evenblij (2009) · Sara Kroos (2011) · Lex Uiting (2013, 2014, 2015, 2016, 2017) · Dolores Leeuwin (2013) · Dieuwertje Blok (2014) · Milouska Meulens (2015) · Anne Appelo (2018, 2019, 2020) · Pepijn Gunneweg (2018, 2019) · Plien van Bennekom (2020) · Kiefer Zwart (2020) · Ridder van Kooten (2020, 2021) · Esmée van Kampen (2021) · André Dongelmans (2021) · Jurre Geluk (2023)